# Johann Centurius von Hoffmannsegg

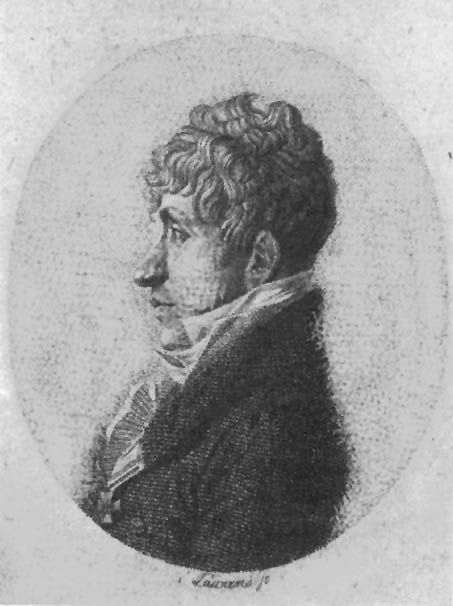
Johann Centurius, Graf von Hoffmannsegg

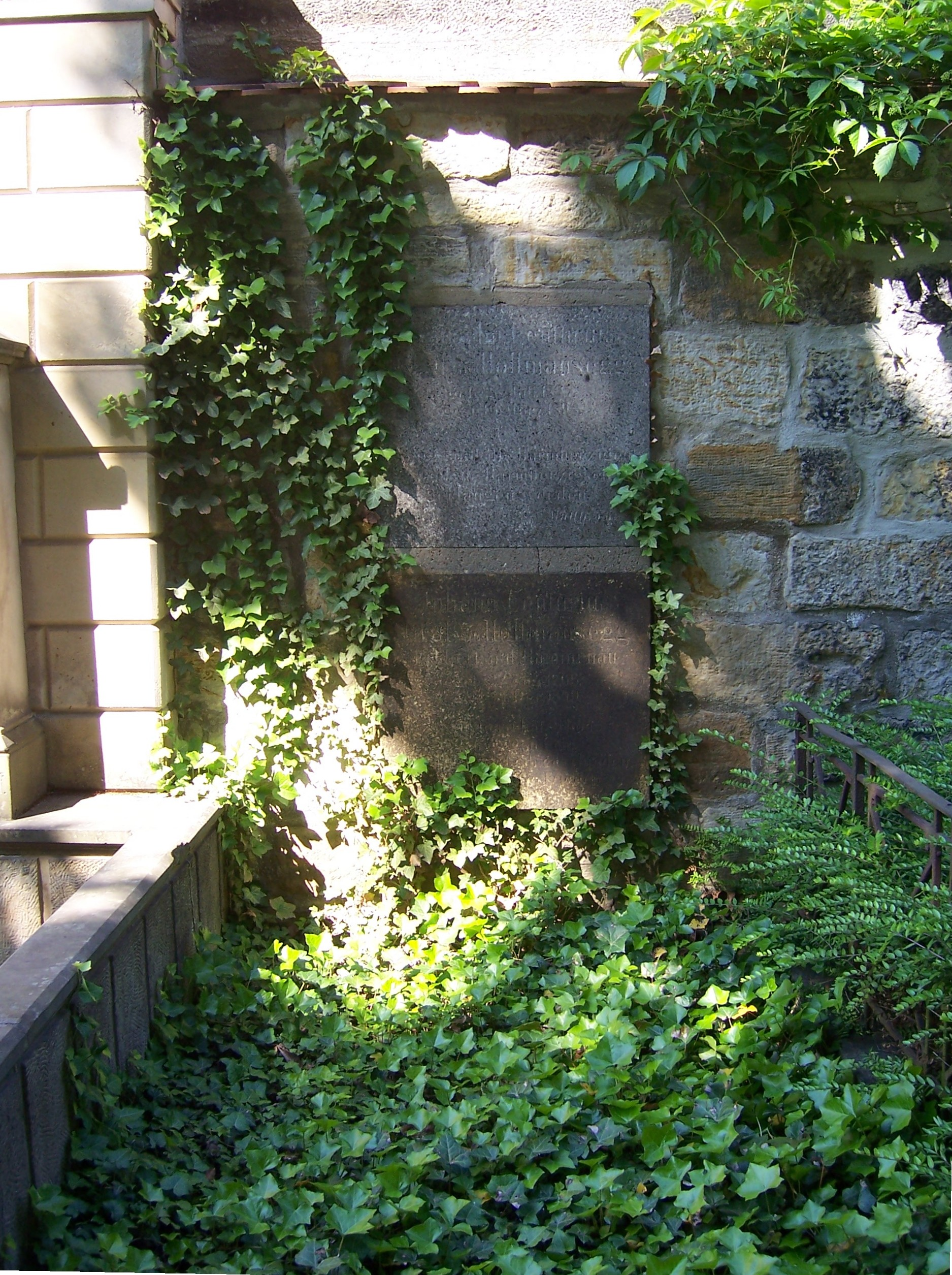
Johann Centurius von Hoffmannseggs Grab auf dem Alten Katholischen Friedhof in Dresden

Johann Centurius Graf von Hoffmannsegg (* 23. August 1766 in Rammenau; † 13. Dezember 1849 in Dresden) war ein sächsischer Botaniker, Entomologe und Ornithologe. Sein offizielles botanisches Autorenkürzel lautet „Hoffmanns.“

## Herkunft
Johann Centurius von Hoffmannsegg war der Sohn des kursächsischen Geheimen Rates Johann Albericius von Hoffmann, der 1778 als von Hoffmannsegg in den Reichsgrafenstand erhoben wurde. Seine Mutter war dessen Ehefrau, Amalie Elisabeth von Miltitz (1731–1780), Tochter des Reichskammergerichtsassessors Heinrich Gottlob von Miltitz (1687–1757) und der Friederike Christine von Heynitz. Sein Onkel Johann Georg von Hoffmann (1715–1769) war Stiftsdechant zu Aschaffenburg.

## Leben und Wirken
Er studierte in Leipzig und Göttingen Geschichte, Geographie, Naturwissenschaften und neue Sprachen. Während dieser Zeit wuchs seine Begeisterung für Botanik und Entomologie, und er nahm sich vor, Forschungsreisender zu werden. Nach dem frühen Tod seiner Eltern erbte er 1788 die elterlichen Häuser in Dresden und das väterliche Stammgut Rammenau, dessen Verwaltung er vorerst übernahm. 1794 verkaufte er es an seinen Schwager Friedrich von Kleist aus dem Hause Zützen.
Seine erste größere Reise führte ihn 1793/1794 nach Ungarn, Österreich und Italien. Danach konzentrierte er sich vor allem auf Portugal, das er 1795/1796 zusammen mit dem Leipziger Wilhelm Gottlieb Tilesius von Tilenau mit dem Schiff besuchte. Die längeren und intensiveren Forschungs- und Sammelreisen unternahm er von 1797 bis 1801 jedoch zusammen mit Heinrich Friedrich Link. Auf einer Reise durch Frankreich, Spanien und Portugal sammelten sie beispielsweise über 2100 Pflanzen. Beide gaben die Flore Portugaise, eine Übersicht der Flora Portugals mit über 100 Farbkupfertafeln, heraus.
Seine große Insektensammlung ließ Hoffmannsegg von Johann Illiger (1775–1813) in Braunschweig systematisieren. Es entstand mit über 16.000 Exemplaren die bis dahin mit Abstand größte Sammlung.
Von 1804 bis 1816 arbeitete Hoffmannsegg in Berlin und wurde dort 1815 zum Mitglied der Königlich-Preußischen Akademie der Wissenschaften gewählt. 1809 gründete er das Zoologische Museum in Berlin und schlug seinen Freund Illiger für den Posten des Konservators vor. Anschließend wurden alle Sammlungen Hoffmannseggs nach Berlin gebracht, wofür er zum Dank am 2. November 1810 gemeinsam mit Wilhelm Friedrich Adolph Gerresheim den Roten Adlerorden dritter Klasse verliehen bekam.
Im Jahr 1820 kaufte er das Gut Rammenau zurück, um hier und in Dresden seinen Lebensabend zu verbringen. Er widmete sich nunmehr dem Gartenbau und der Pflanzenzucht. Mit 59 Jahren heiratete er die 19-jährige Fanny Louise Johanna von Warnery. Sie war die Tochter des preußischen Rittmeisters Christian Heinrich von Warnery und der Charlotte Friederike Auguste von der Groeben, einer Tochter des Generalmajors Karl Ernst August von der Groeben.
Der Ehe entstammte Sohn Conradin (* 28. Juni 1827; † 1898). Johann Centurius von Hoffmannsegg verstarb 1849 in Dresden und fand seine letzte Ruhestätte auf dem dortigen Alten Katholischen Friedhof. Sein Grab schließt rechts an das des Komponisten Carl Maria von Weber an.

## Taxonomische Ehrung
Ihm zu Ehren wurden die Gattungen Hoffmannseggia Cav. der Pflanzenfamilie der Hülsenfrüchtler (Fabaceae) und Hoffmannseggella H.G.Jones aus der Familie der Orchideen (Orchidaceae) benannt.

## Werke (Auswahl)
- Reise des Grafen von Hofmannsegg in einige Gegenden von Ungarn bis an die türkische Gränze: Ein Auszug aus einer Sammlung von Original-Briefen. Anton, Görlitz 1800. (Digitalisat)
- Voyage en Portugal ... rédigé par M. Link, et faisant suite à son voyage dans le même pays. Levrault & Schoell, Paris 1805. (Digitalisat)
- Flore portugaise ou description de toutes les plantes qui croissent naturellement en Portugal avec figures coloriées cinq planches de termonologie et une carte. Amelang, Berlin 1809.
- Flore Portugaise. (Digitalisat Band 1), (Band 2)
- Verzeichniss der Orchideen im Gräfl. Hoffmannseggischen Garten zu Dresden, nebst ihren Werthen, den Beschreibungen der darunter befindlichen neuen Arten, und einigen allgemeinen Bemerkungen über ihre sowohl praktische wie theoretische Behandlung, für 1843. (Digitalisat)